# Détecteur et avertisseur autonome de fumée
Pour les articles homonymes, voir détecteur.
Ne doit pas être confondu avec une alarme incendie.

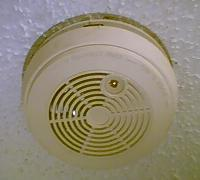
Détecteur de fumée.

Un détecteur avertisseur autonome de fumée, abrégé en DAAF, parfois appelé simplement détecteur de fumée, est un élément de sécurité qui réagit à la présence de fumée ou de particules de vapeur dans l'air.
Il ne doit pas être confondu avec le détecteur de monoxyde de carbone qui n'est pas déclenché par la fumée mais par un gaz toxique, le monoxyde de carbone.

## Techniques

### Détecteurs autonomes
Les détecteurs et avertisseurs autonomes de fumée (DAAF) placés à des endroits « stratégiques », dans un lieu de vie, émettent une alarme sonore par un dispositif intégré lorsqu'ils détectent une opacité, permettant d'alerter les occupants des lieux d'un début de combustion ou d'incendie. Ces objets peu onéreux peuvent sauver de nombreuses vies tous les ans et sont même obligatoires dans certains pays (Australie, Canada, France, etc.) dans toutes les constructions neuves ou anciennes.
Une vigilance est nécessaire pour éviter le déclenchement accidentel du dispositif (vapeur de douche ou de cuisson, fumée de cigarette ou de cuisson, poussière lors de travaux, etc.). L'accès au dispositif peut être difficile (plafond) et les piles électriques sont à renouveler régulièrement. Un signal sonore (différent de l’alarme de détection) indique que les piles sont usagées.

### Emplacements d'installation

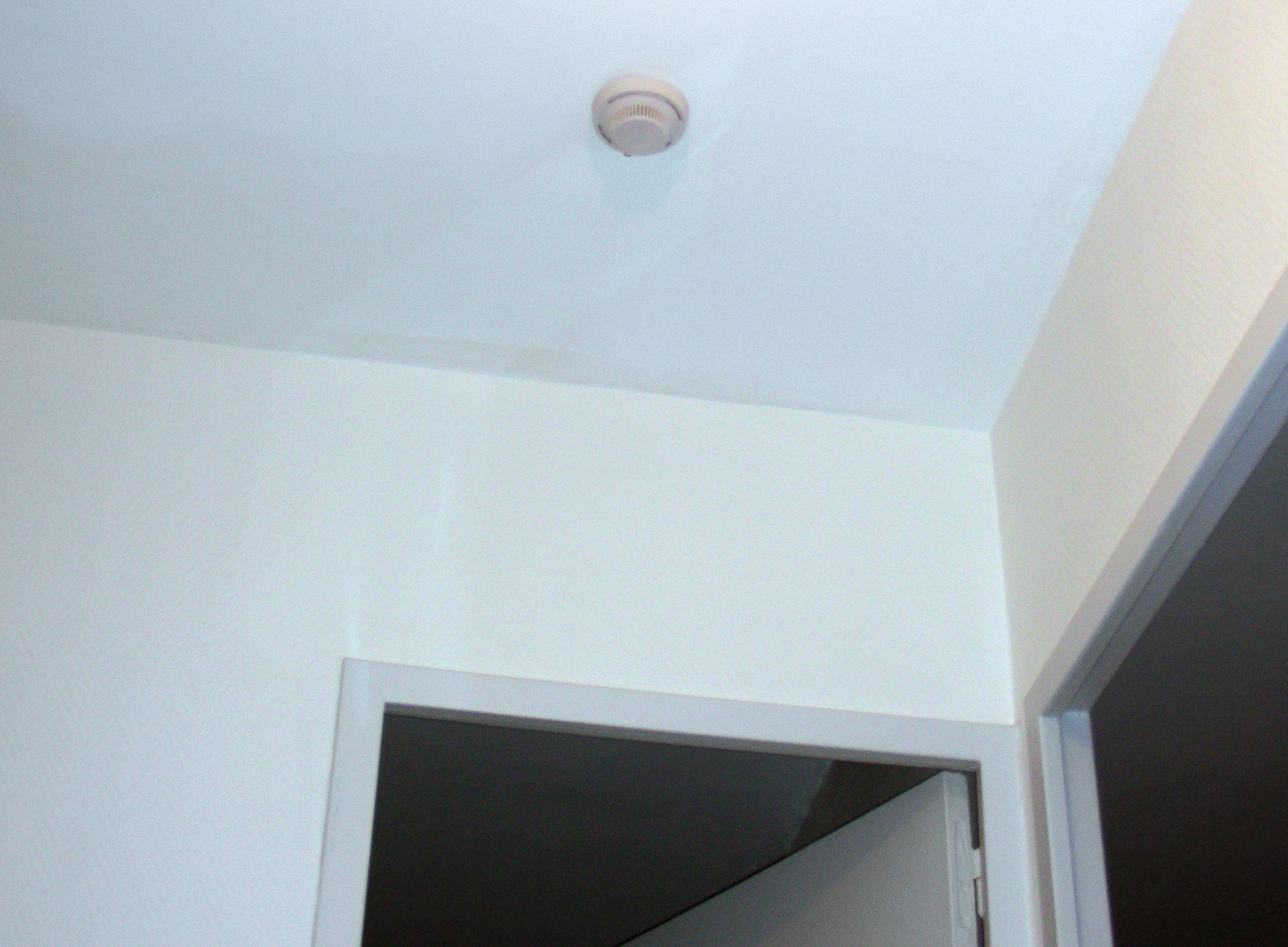
Un détecteur de fumée placé à l'entrée d'une chambre et du séjour.

Pour une utilisation optimale, il est conseillé d'en mettre au moins un par étage, et d'en placer dans ou près des chambres au minimum. L'installation à l'intérieur de la cuisine peut induire des déclenchements intempestifs avec les simples vapeurs de cuisson, de même éviter la salle de bain avec les vapeurs d’humidité ou le garage avec les gaz d'échappement des véhicules. Le détecteur doit être placé au plafond, en évitant les angles et pas trop proche d'un mur (laisser 15 à 20 cm), ou en partie haute d'un mur (à 15 ou 30 cm du plafond). Si le logement a plusieurs niveaux, il est conseillé de placer un détecteur au niveau de chaque escalier.
En présence de fumeurs, il peut être utile d'en placer un dans la chambre, au plafond, à 50 cm des murs, près de l'entrée.

### Détecteurs intégrés à un système de sécurité
Dans le cas où les capteurs de détection d'incendie sont intégrés à un système de sécurité, permettant la gestion des incendies et accidents dans les locaux industriels, il sert uniquement de capteur transmettant l'information à une centrale de détection et de gestion, qui déclenche les alarmes prévues et éventuellement commande des systèmes de lutte contre les incendies :
- Activation des systèmes d'extraction des fumées ;
- Fermetures des portes coupe-feu imposant un confinement en zones, permettant de ralentir la progression de l'incendie ;
- Diffusion d'un signal d'alarme incendie dans les établissements recevant du public (ERP) ;
- Déclenchement des sprinklers ou à fréon après évacuation de tout être vivant des locaux équipés[d].

## Fonctionnement
Il existe deux types de détecteurs : les détecteurs optiques et les détecteurs par ionisation, ces derniers étant à présent interdits en France.

### Détecteurs optiques

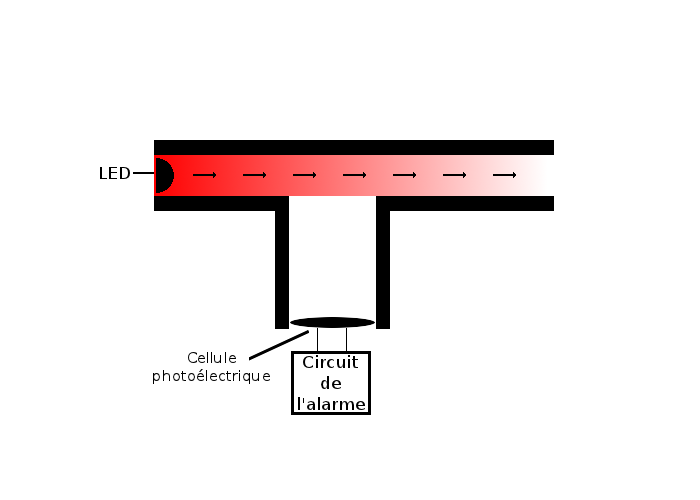
Schéma d'une chambre optique de détecteur de fumée.

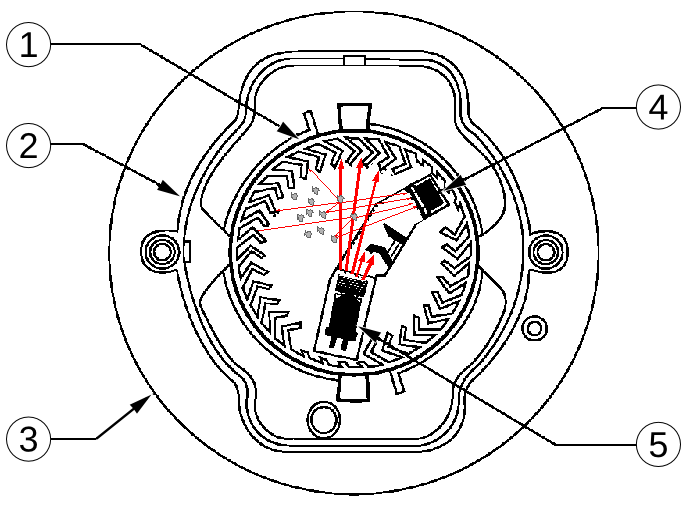
Principe du détecteur optique de fumées 1. Chambre optique 2. Couvercle 3. Boitier 4. Photo-diode 5. LED infra-rouge

C’est le type de dispositif le plus utilisé actuellement dans les bâtiments communs et privés. Le détecteur possède une chambre optique avec une LED et une cellule photoélectrique placée perpendiculairement (voir schéma à droite). En l’absence de fumée, le faisceau lumineux émis par la diode parcourt la chambre optique sans toucher la cellule photoélectrique.
Lorsque de la fumée est présente dans la pièce et pénètre dans la chambre optique du détecteur, les particules de fumée renvoient le faisceau lumineux dans toutes les directions, du fait de l'effet Tyndall, ce qui éclaire faiblement la cellule photoélectrique. Cette dernière transforme alors la lumière en un courant électrique qui est envoyé au circuit de l'alarme et l'active.

### Détecteurs par ionisation
Ce détecteur possède une chambre, composée de deux électrodes, dans laquelle est placé un matériau radioactif (généralement une pastille d'américium 241) émettant des rayons alpha ; il s'agit donc d'une technologie nucléaire. Une tension est appliquée aux bornes des électrodes ; un faible courant apparaît, du fait de l'ionisation de l'air de la chambre. Lorsque des particules de fumée y pénètrent, celles-ci captent une partie des rayons alpha, entraînant une diminution du courant qui déclenche l’alarme. Certains modèles plus perfectionnés comprennent une seconde chambre témoin (étanche) disposée en série.
En raison de la présence de matériel radioactif et de la possibilité de fuite de particules en cas de détérioration du dispositif, les détecteurs de fumée à chambre d'ionisation sont interdits en France, pour toute nouvelle installation ou ajout de boucle/ligne de détection, depuis l'arrêté du 18 novembre 2011 et deux décisions de l’ASN du 21 décembre 2011, le retrait complet des détecteurs installés étant prévu pour fin 2017 (dérogation possible jusqu'en 2021). La maintenance des installations est assurée jusqu'à cette date butoir. En 2007, selon les chiffres de l'ASN (www.asn.fr) on comptait en France environ 7 millions de détecteurs de ce type.
En dehors de l'interdiction par des pays européens comme la France, aux Etats-Unis, certains Etats et municipalités ont interdit l'utilisation de détecteur de fumée ioniques domestiques pour leur manque de fiabilité comparé à d'autres technologies.

## Efficacité
Pour prévenir la mortalité associée aux incendies, qui peuvent être liées à l'inhalation de fumées, les détecteurs doivent être fiables.
En 2006 puis en 2009, au banc d'essai, seuls deux appareils sur huit testés en France étaient conformes, les autres n'ayant pas détecté la fumée ou ne l'ayant fait que tardivement. L'Institut national de la consommation (INC) à l'origine de ces essais a saisi la Direction générale de la concurrence, de la consommation et de la répression des fraudes (DGCCRF) pour faire retirer du marché les produits ne fonctionnant pas.
En 2008, un article du quotidien français Le Monde estime que « la généralisation des détecteurs de fumée devrait permettre de sauver 400 à 500 vies par an et de réduire le nombre de personnes brûlées (environ 10 000 par an). Dans les pays où ces détecteurs sont obligatoires, le nombre de décès a chuté de 50 % (car 70 % des victimes décédaient sans avoir pu être réveillées, car si un tiers seulement des incendies surviennent la nuit, ils sont à l'origine de 70 % des décès). »
En janvier 2012 l'association UFC-Que Choisir communique le résultat de ses essais (13 appareils conformes sur 14 testés), à comparer aux tests catastrophiques réalisés en 2006 sur les produits de l'époque.
En 2018 la DGCCRF note qu'environ 10 millions d'exemplaires ont été installés en 2015, surtout chez les particuliers mais cette "euphorie des ventes" a été suivie d'un flux consistant surtout en des renouvellements. Elle conclut de ses tests, réalisés en 2017, chez 55 établissements -- détaillants, magasins de déstockage et solderies pour 42%, grandes surfaces spécialisées (34%), grossistes (14%), fabricants (4%), importateurs (2%), installateurs (2%) et locaux de vente à distance (2%), que presque 26% des Français se sont équipés de ces détecteurs (obligatoires dans toutes les habitations), et que ces derniers sont insatisfaisants dans 50% des cas : il manque la déclaration [obligatoire] de performances, ou celle-ci est rédigée en anglais, sans traduction française, ou il manque les rapports d'essais, ou encore l'identification du responsable de la première mise sur le marché n'est pas, ou pas clairement, figurée sur le détecteur. La DGCCRF ajoute qu'un dispositif vendu en France sur 8 sont non-conformes et dangereux ; ils sont retirés de la vente, et les vendeurs doivent procéder à un rappel et à une destruction de produits. La « loyauté de l'information » manque parfois, par exemple sur un modèle possédant une pile scellée et non-remplaçable sans que l'emballage ne le mentionne.

## Réglementation selon les pays

### Réglementation européenne

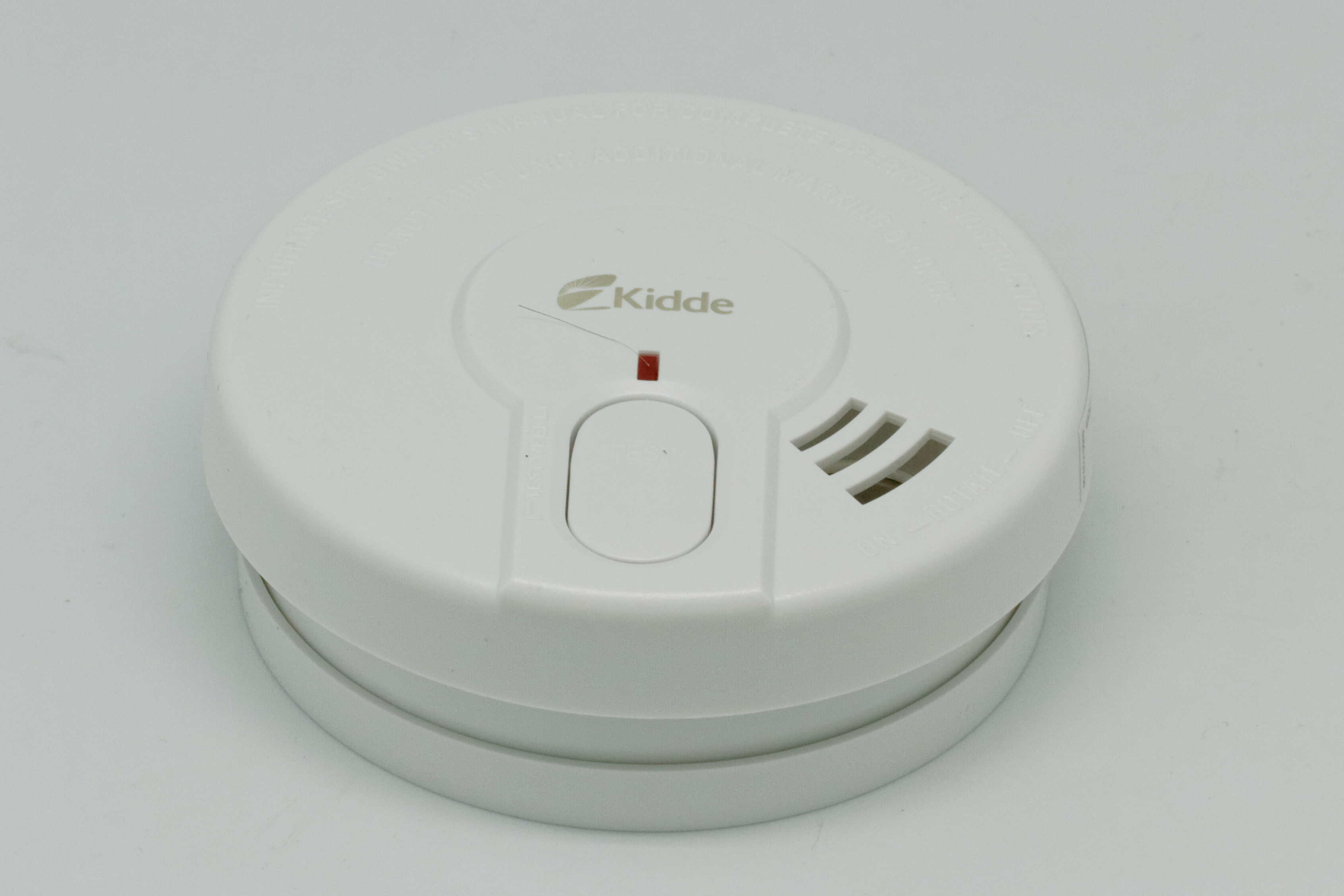
Détecteur de fumée

Les détecteurs de fumée résidentiels installés en Europe doivent être certifiés EN 14604 Détecteurs Autonomes de fumée. La norme EN 54 7 est celle pour tous les produits SSI commercialisés dans l'Union européenne (UE).
Dans les règles NFPA 72 pour les systèmes de détection d'incendie, le détecteur doit être marqué avec UL 268 qui est la certification des détecteurs de fumée.
Le Comité européen de normalisation (CEN) a mis au point des normes européennes pour la libre circulation des marchandises dans les pays de l'Union européenne. Les produits de détection d'incendie disposent d'une législation européenne EN 54 Système de détection d'incendie et d'alarme qui est obligatoire pour la commercialisation et l'installation de ces produits dans tous les pays de l'UE.
Le certificat EN 54 est délivré pour chaque produit. Ce certificat doit être renouvelé chaque année. Si le certificat EN 54 a plus d'un an, à compter de la date d'émission, cette certification a expiré et n'est pas un certificat valide.
Les fabricants de produits de détection d'incendie ne peuvent pas vendre ou installer des produits avec des certificats expirés dans n'importe quel pays de l'Union européenne,.
| Surface locale (m²) | Type de détecteur                     | Hauteur (m) | Pente ≤ 20 ° | Pente ≤ 20 ° | Pente > 20 ° | Pente > 20 ° |
| ------------------- | ------------------------------------- | ----------- | ------------ | ------------ | ------------ | ------------ |
| Surface locale (m²) | Type de détecteur                     | Hauteur (m) | Sv (m)       | Dmax (m)     | Sv (m)       | Dmax (m)     |
| SL ≤ 80             | EN 54-7                               | ≤ 12        | 80           | 6,6          | 80           | 8.2          |
| SL > 80             | EN 54-7                               | ≤ 6         | 60           | 5,7          | 90           | 8.7          |
| SL > 80             |                                       | 6 < h ≤ 12  | 80           | 6,6          | 110          | 9,6          |
| SL ≤ 30             | EN 54-5 Classe A1                     | ≤ 7,5       | 30           | 4,4          | 30           | 5.7          |
| SL ≤ 30             | EN 54-5 Classe A2, B, C, D, F et G    | ≤ 6         | 30           | 4,4          | 30           | 5.7          |
| SL > 30             | EN 54-5 Classe A1                     | ≤ 7,5       | 20           | 3,5          | 40           | 6.5          |
| SL > 30             | EN 54-5 Classe A2, B, C, D, E, F et G | ≤ 6         | 20           | 3,5          | 40           | 6.5          |

- EN 54-7 correspond à la détection photoélectrique (fumée).
- EN 54-5 correspond à la détection thermique (température).
- SL (m²) : surface locale.
- Sv (m²) : surface maximale que peut protéger un détecteur.
- Dmax (m) : distance maximale (rayon du cercle au point de localisation du détecteur).
- Un détecteur photoélectrique couvre 60 m2 et le détecteur de température 20 m3. La garde au sol est également important dans l'installation des détecteurs (voir « hauteur d'étage »)[15].

### France

#### Situation en 2007
En 2007, en France seuls 10,5 % des logements étaient équipés d'appareils chargés de prévenir l'incendie, contre 95 % aux États-Unis par exemple.

#### Loi pour l’équipement des logements
Après avoir été repoussée durant des années, la loi no 2010-238 du 9 mars 2010 prévoit que « ce dispositif sera obligatoire dans tous les logements (privés) d'ici le 8 mars 2015 en France ». C'est au propriétaire du logement que l'obligation d'achat et d'installation revient. Les occupants seront responsables de l'entretien de leurs détecteurs.
Le Comité national malveillance incendie sécurité (CNMIS) est un organisme de certification qui est responsable de déterminer quels détecteurs peuvent obtenir la norme CE (norme CE EN 14604 du 10 janvier 2011). Le décret no 2011-36 du 10 janvier 2011, initialement déposé par les députés Damien Meslot et Pierre Morange, rend obligatoire en France la mise en place de détecteurs de fumée dans les logements. Pour les ménages qui ne sont pas en règle en 2016, les assureurs pourront augmenter les primes.
L'occupant du logement doit informer son assureur habitation de l’installation d'un détecteur de fumée au moyen d'une attestation. La compagnie d'assurance ne peut pas se prévaloir du défaut d'installation du détecteur pour s’exonérer de son obligation d'indemniser les dommages causés par un incendie.
Un arrêté publié au Journal officiel du 14 mars 2013 précise les exigences auxquelles doivent répondre les détecteurs de fumée installés dans chaque logement ainsi que les conditions de leur installation, leur entretien et de leur fonctionnement.
En France, tout lieu d'habitation doit être équipé d'au moins un détecteur de fumée normalisé depuis le 8 mars 2015.

### Belgique

#### Région wallonne
L'arrêté du Gouvernement wallon du 21 octobre 2004 prévoit la réglementation sur la présence de détecteurs de fumée dans les logements wallons.
Depuis le 1er juillet 2006, tous les logements en Région wallonne doivent disposer de détecteurs de fumée. Leur nombre varie en fonction de la taille du logement et du nombre de niveaux. Le remplacement des détecteurs de fumée doit s'effectuer tous les 10 ans.
Dans le cadre d'une location, l'installation du détecteur de fumée est à charge du propriétaire et le locataire doit assurer le renouvellement des piles ou de la batterie du dispositif.

#### Région bruxelloise
En Région bruxelloise, l'obligation concerne uniquement les biens mis en location. Les détecteurs de fumée doivent être placés dans les pièces constituant « le chemin d’évacuation entre la, ou les, chambres à coucher et la porte extérieure du logement ».
La prise en charge de l'installation et la durée de validité du dispositif sont semblables aux règles en place en Région wallonne.

#### Région flamande
Depuis 2013, les détecteurs de fumée sont obligatoires pour les logements locatifs et pour un certain nombre d'autres cas.
En 2020, cette obligation s'est étendue à l'ensemble des habitations en Région flamande.

### Australie et États-Unis
Aux États-Unis, le premier standard a été établi en 1967. En 1969, l' AEC permet aux propriétaires de domiciles d'utiliser des détecteurs sans licence. Le Life Safety Code (NFPA 101), défini par la National Fire Protection Association en 1976, requiert en premier des détecteurs à domicile. Les exigences pour ces détecteurs de l'UL 217 ont été modifiés en 1985 pour réduire la susceptibilité et les fausses alarmes. En 1988 les codes  BOCA, ICBO, et SBCCI commencent à requérir des détecteurs  interconnectés et localisés dans chaque chambre. En 1989 NFPA 74 requiert pour la première fois l' interconnexion des alarmes dans les nouvelles constructions domestiques, et en 1993 NFPA 72 requiert pour la première fois que les détecteurs soient installés dans chaque chambre. La NFPA commence à requérir le remplacement des détecteurs après 10 années dès 1999.
En 1999, Underwriters Laboratory (UL) change les exigences d'étiquetage pour que les détecteurs aient une date de fabrication écrite en langue anglaise pure.
En juin 2013, un rapport de la  World Fire Safety Foundation intitulé 'Can Australian and U.S. Smoke Alarm Standards be Trusted?' est publié dans le magazine de l' Australian Volunteer Firefighter Association. Le rapport questionne la validité des critères de tests utilisés par les American and Australian government agencies lors des essais des détecteurs ioniques.

#### Législation
En juin 2010 la ville d'Albany, Californie, n'autorise que les seuls détecteurs photoélectriques et est suivi par d'autres communes.
En novembre, le Northern Territory acte la première législation photoélectrique résidentielle d'Australie requérant l'utilisation de détecteur photoélectrique dans tous les domiciles du new Northern Territory homes.
Depuis janvier 2017, l'Etat australien du Queensland requiert des détecteurs photoélectriques, et sans capteur par ionisation. Ils doivent également être connectés (c'est-à-dire branchés) à la principale source d'énergie avec une batterie de secours et interconnecté avec d'autres détecteurs, pour une activation simultanée.
Depuis cette date, tous détecteurs remplacés doivent être photoélectriques; Depuis janvier 2022, tous les logements vendus ou loués doivent respecter ces règles; et à partir de janvier 2027, tous les logements doivent respecter ces règles.
En juin 2013, un discours parlementaire australien questionne: "Are ionization smoke alarms defective?" L'agence d'essai (Commonwealth Scientific and Industrial Research Organisation - CSIRO) révèle des problèmes sérieux avec les technologies par ionisation.
L’État de Californie interdit la vente de détecteurs avec des batteries remplaçables.